# 왕용
왕용(王鎔, 874년? ~ 921년)은 당나라 말기의 군벌로, 나중에 오대 십국 시대 조나라의 유일한 군주가 되었다. 당나라 말기, 그는 당초 자신보다 더 막강한 군벌들이었던 주전충과 이극용 사이에서 자신만의 독자적인 길을 걸으려고 하였다. 그는 주전충의 간섭을 받지 않고 계속해서 자신의 영토를 통치하였지만, 후에 주전충의 가신이 될 수밖에 없었다. 주전충이 태조로서 후량이라는 새로운 왕조의 황제임을 스스로 선포한 이후에도 왕용은 계속해서 그를 가신으로 섬겨 조왕이 되었다. 그러나 후량이 조나라의 영토를 무력으로 점령하려고 하자 왕용은 후량으로부터 이탈하였고, 그 대신에 이극용의 아들이자 후계자인 진왕 이존욱과 다시 동맹을 맺었다. 921년, 왕용은 자신의 양자 왕덕명이 일으킨 쿠데타로 타도, 살해당하였다. 왕덕명은 이후 그의 영토를 차지하고 자신의 본명인 장문례로 재개명하였으나, 그 해 연말에 사망하였다. 그 후, 이존욱은 장문례의 아들이자 그의 후계자인 장처근을 무찔러 죽이고 조나라를 진나라로 편입시켰다.

## 생애

### 배경
왕용은 아마도 874년에 태어났을 것이다. 그가 태어날 무렵, 그의 아버지 왕경숭은 성덕군(成德軍, 본부는 지금의 하북성 석가장시에 있었다) 절도사였다. 성덕군은 왕경숭의 증조부 왕정주 이후로 왕씨 가문이 대대로 사실상 독립된 상태로 유지해 왔던 번진(藩鎭)이었다. 왕용의 어머니 하씨(何氏)는 그녀가 왕경숭의 아내인지 측실인지는 알 수 없다. 그러나 그녀는 부녀자로서의 덕을 지니고 있었고, 왕용을 양육하는 데 있어서 엄하게 훈육시켰다고 기술되어 있다.
중화 3년(883년), 왕경숭이 사망하였다. 성덕군 장병들은 당시 겨우 9세였지만 절도부사(節度副使) 직함을 갖고 있던 왕용을 유후(留後)로 추대하였다. 그 후, 당시의 황제였던 당희종은 그를 유후로 공식 임명하였고, 그 해 연말에는 완전한 절도사로 공식 임명하였다.

## 가계
- 아버지 : 상산충목왕(常山忠穆王) 왕경숭(王景崇, 847년 ~ 883년) - 성덕군(成德軍) 절도사
- 어머니 : 위국태부인 하씨(魏國太夫人 何氏, ? ~ 910년)[1][2]
  - 본인 : 왕용(王鎔)
  - 배우자 : 조국부인 이씨(趙國夫人 李氏, ? ~ 921년) - 농서 이씨 이전의(李全義)의 딸. 남편이 쿠데타로 살해된 지 10일 후에 살해되었고, 이후 남편과 합장되었다.[9]
  - 생모 미상의 자녀
    - 아들 : 왕소조(王昭祚, ? ~ 921년) - 왕용의 장남. 왕용의 유일한 태자였으나, 921년 쿠데타로 아버지가 살해된 다음날 장문례에게 살해되었다.
    - 아들 : 왕소회(王昭誨, 912년 ~ ?) - 왕용의 어린 아들. 아버지가 쿠데타로 살해되자 피신하여 은거하다가 후당에 출사하였다. 이후에도 관직생활을 이어갔으며, 후주 현덕 연간에는 소부감(少府監)으로 재직하고 있었다.
    - 양자 : 왕덕명(王德明, ? ~ 921년) - 본명 장문례. 왕용의 총애를 받아 그의 양자가 되었으나, 921년 쿠데타를 일으켜 양아버지를 죽이고 그의 지위와 영토를 차지하였다.

### 내용주
1. ↑  여기서 910년의 날짜는 왕용이 후량 태조 주전충과 결별한 날짜로 쓰였다. 또는 후량 태조가 왕용을 조왕으로 책봉한 907년의 날짜를 쓸 수 있다.
2. ↑  왕용에 대한 모든 전통 사료들은 그가 883년에 아버지 왕경숭의 뒤를 이을 때 그가 9세였다고 기록하고 있어, 그를 874년에 태어난 것으로 보았다. 하지만 《자치통감》 또한 893년 이광위의 쿠데타 시도에서 살아남은 그의 나이에 대해 논할 때 그가 16세였다고 언급하였는데,[10][11] 만약 그곳이 정확하다면 그는 877년에 태어난 것이다.
3. ↑  왕오가지(王五哥之) - 왕말달활(王末怛活) - 왕승조(王升朝) - 왕정주(王廷湊) - 왕원규(王元逵) - 왕소정(王紹鼎) - 왕경숭(王景崇) - 왕용(王鎔)[1]

### 참조주
1. 1 2 3 4 5 6 7  《구당서》, 권142.
2. 1 2 3 4 5 6  《신당서》, 권211.
3. 1 2 3  《구오대사》, 권54.
4. 1 2 3  《신오대사》, 권54.
5. 1 2 3  《자치통감》, 권255.
6. 1 2 3  호삼성 음주(音注) 《자치통감》, 권255.
7. 1 2  《자치통감》, 권271.
8. 1 2  호삼성 음주(音注) 《자치통감》, 권271.
9. 1 2 3  심도(沈濤, 1792년 ~ 1855년), 《상산정석지(常山貞石志)》, 권11, 〈왕용(王鎔) 묘지명(墓志銘)〉.
10. ↑  《자치통감》, 권259.
11. ↑  호삼성 음주(音注) 《자치통감》, 권259.

## 참고 문헌
- 《구당서》, 권142.
- 《신당서》, 권211.
- 《구오대사》, 권54.
- 《신오대사》, 권39.
- 《자치통감》, 권255·256·258·259·260·261·262·263·266·267·268·269·271.
- 호삼성 음주(音注) 《자치통감》, 권255·256·258·259·260·261·262·263·266·267·268·269·271.
- 심도(沈濤, 1792년 ~ 1855년), 《상산정석지(常山貞石志)》, 권11, 〈왕용(王鎔) 묘지명(墓志銘)〉.

| 전임 왕경숭 | 성덕군 절도사 883년 ~ 921년 | 후임 이존욱 |

| 전임 없음 (새로 책봉) | 조나라의 군주 907년 ~ 921년 | 후임 없음 (왕조 멸망) |

| 전임 후량 태조 주전충 | 중국의 통치자(석가장·형수 지역) (명목상) 910년 ~ 921년 | 후임 진왕 이존욱 |

| 전임 왕경숭 | 중국의 통치자(석가장·형수 지역) (사실상) 883년 ~ 921년 | 후임 장문례 |